# Anastrepha nigrifascia
Anastrepha nigrifascia är en tvåvingeart som beskrevs av Stone 1942. Anastrepha nigrifascia ingår i släktet Anastrepha och familjen borrflugor. Inga underarter finns listade i Catalogue of Life.